# Musée suédois des chemins de fer
Le Musée suédois des chemins de fer, (Järnvägsmuseet en suédois), établi à Gävle, est le musée national de l'histoire des chemins de fer en Suède.
Le musée suédois des chemins de fer a pour mission d'acquérir, de préserver et de fournir des connaissances sur l'histoire ferroviaire suédoise. Le musée fait partie du groupement des musées nationaux suédois maritime et des transports.

## Histoire
En 1915, les prémisses du musée sont ouvertes à Stockholm. En 1970, il déménage plus au nord dans la ville de Gävle, où il se situe toujours aujourd'hui.

## Collection
Une partie de la collection du musée est exposée à Rälsgatan au travers d'une exposition permanente. Une autre partie constitue le hall des trains (Tåghallen en suédois) situé à Karlsborgsgatan.
La collection actuelle, contient plus de 300 véhicules ferrés. Les matériels notables conservés par le musée sont :
- La locomotive Prins August[6].
- La locomotive Fryckstad, première locomotive construite en Suède[6].

Outre les locomotives et le matériel roulant, le musée expose des outils, des instruments, des modèles réduits, de la vaisselle, des textiles et des œuvres d'art dans des décors spécialement aménagés. La collection de photographies du musée contient plus de 160000 photos.